# آرکادیا (کارولینای شمالی)
آرکادیا (به انگلیسی: Arcadia) یک منطقهٔ مسکونی در ایالات متحده آمریکا است که در شهرستان دیویدسن، کارولینای شمالی واقع شده‌است. آرکادیا ۲۵۳٫۹ متر بالاتر از سطح دریا واقع شده‌است.